# EMac

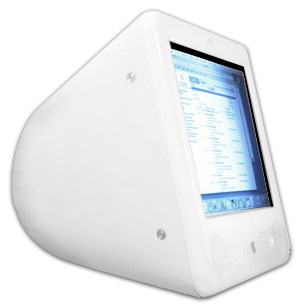
Apple eMac

eMac（イーマック）は、Apple社製のディスプレイ・本体一体型のデスクトップ型Mac。17インチのフラットタイプのCRTディスプレイを採用し、CPUはPowerPC G4が搭載されている。
eMacのeは、教育を意味するEducationの頭文字のeである。
元々は教育市場を対象に開発・販売されていた物を一般市場に投入したため、他のApple社製コンピュータに比べて安価で、最も低価格な機種が10万円前後で販売されていた。iMacが液晶とPowerPC G4を搭載した新型となって15万円前後の価格で販売されるようになり、そのため、穴が空いた価格帯を埋めるのに、一般市場にもeMacが投入されたと考えられる。
教育市場向けには2002年4月に発表された。2002年6月からは一般向けにも発売されている。2005年10月12日、iMac G5 (iSight)の発表とともに販売終了。

## 歴史
- 2002年4月29日 - eMac、教育機関専用機種として発表[2]
- 2002年6月8日 - 一般向けにも発売開始[3]
- 2003年5月6日 - eMac (ATI Graphics)発表[4]
- 2004年4月13日 - eMac (USB 2.0)発表[5]
- 2005年5月3日 - eMac (2005)発表[6]
- 2005年10月12日 - 販売終了

## 仕様

### eMac (初代)
2002年4月29日発表
- 型番：M8577J/A
- 700 または 800 MHz PowerPC G4 プロセッサー
- 100 MHz システムバス
- 128 または 256 MB PC100 SDRAM (最大1 GB SDRAMにアップグレード可能)
- NVIDIA GeForce2 MX 3D AGP 2X グラフィックス
- 17インチフラット CRT ディスプレイ
- 重量は22.7kg
- 内蔵18ワット・ステレオスピーカー
- CD-ROM または Combo ドライブ (DVD 読み込み CD 書込)、後のオプションにSuperDriveが含まれる。
- 40 GB ハードディスクドライブ
- AirMac Ready
- Mac OS X v10.1
- 付属するMac OS 9.2.2での起動が可能。

### eMac (ATI Graphics)
2003年5月6日発表
- 800 MHz または 1 GHz PowerPC G4 プロセッサー
- 133 MHz システムバス
- 128 または 256 MB PC133 SDRAM (最大1GB SDRAMにアップグレード可能)
- ATI Radeon 7500 AGP 4x
- 17インチフラット CRT ディスプレイ
- 内蔵18ワット・ステレオスピーカー
- Combo ドライブ (DVD 読み込み CD 書込) または SuperDrive (CD 及び DVD 書込)
- 40、60、または 80 GB ハードディスクドライブ
- AirMac Extreme Ready
- Mac OS X v10.2

### eMac (USB 2.0)
2004年4月13日発表
- 1.25 GHz PowerPC G4 プロセッサー
- 167 MHz システムバス
- 256 MB PC2700 DDR SDRAM (最大1GB DDR SDRAMにアップグレード可能)
- ATI Radeon 9200 グラフィックス
- 17インチフラット CRT ディスプレイ
- 内蔵16ワット・ステレオスピーカー
- Combo ドライブ (DVD 読み込み CD 書込) または SuperDrive (CD 及び DVD 書込)
- 40 または 80 GB ハードディスクドライブ
- AirMac Extreme Ready
- Comboドライブ・モデルのハードドライブは80 GBにアップグレードする事ができ、SuperDriveモデルのハードディスクドライブは160 GBにアップグレードできる。
- Mac OS X v10.3 Panther

### eMac (2005)
2005年5月3日発表
- 1.42 GHz PowerPC G4 プロセッサー
- 167 MHz システムバス
- 256 MB または 512 MB PC2700 DDR SDRAM (最大2GB DDR SDRAMにアップグレード可能)
- ATI Radeon 9600 グラフィックス (64 MB dedicated DDR SDRAM) Core Image対応
- 17インチフラット CRT ディスプレイ
- 内蔵18ワット・ステレオスピーカー
- Combo ドライブ (DVD 読み込み CD 書込) または SuperDrive (CD 及び2層式DVD 書込)
- 80 または 160 GB ハードディスクドライブ
- AirMac Extreme Ready
- Mac OS X v10.4 Tiger

## リペアエクステンションプログラム

### 画像が歪んだり、画像が乱れる、表示されない、電源が入らない問題
2004年4月頃から2005年6月頃までに販売されたeMacでシリアル番号の最初の5桁が以下の範囲に該当する
- G8412xxxxxx - G8520xxxxxx
- YM412xxxxxx - YM520xxxxxx
- VM414xxxxxx - VM518xxxxxx

のうち、画像が歪んだり、画像が乱れる、表示されない、電源が入らないといった問題が起きるものがある為のリペアエクステンションプログラム。最初に購入された日から3年間までが対象期間であった。
- アップル - サポート - eMac のビデオと電源に関するリペアエクステンションプログラム - ウェイバックマシン（2008年3月17日アーカイブ分）